# Phelister miramon
Phelister miramon är en skalbaggsart som beskrevs av Sylvain Auguste de Marseul 1861. Phelister miramon ingår i släktet Phelister och familjen stumpbaggar. Inga underarter finns listade i Catalogue of Life.